# Zervreilahorn
De Zervreilahorn is een berg ten zuidwesten van het dorp Vals, aan het einde van het Valsertal in het Zwitserse kanton Graubünden. Vanwege zijn opvallende piramidevorm wordt de berg soms ook wel aangeduid met Bündner Matterhorn. De Zervreilahorn staat op het etiket van het Valserwasser, een mineraalwater.
De top van de Zervreilahorn kan bereikt worden via de zuidwestgraat of de zuidoostwand, beide hoogalpiene wandelingen. De noord-oost top van de berg, iets lager dan de hoofdtop van de berg, kan beklommen worden via de noord-oost graat via een klimroute met de V-de moeilijkheidsgraad.
Aan de voet van de berg bevindt zich het Zervreilastuwmeer, dat in 1957 werd aangelegd ten koste van het dorp Zervreila.